# Sanitarium
Sanitarium è un videogioco pubblicato nel 1998 dalla ASC Games. Sanitarium è un thriller psicologico che racconta la storia di un uomo chiamato Max Laughton, colpito da amnesia in seguito a un incidente stradale, e i suoi tentativi di svelare i dettagli del suo ricovero in un bizzarro manicomio stile medievale. La ricerca della sua identità e della "verità" avverrà fra le mura del manicomio e attraverso flashback, che faranno affrontare Max con i fantasmi del suo passato.
Il gioco utilizza una prospettiva che segue le vicende dall'alto ed un sistema di movimento 2D. ogni ambiente presenta una atmosfera differente a seconda se ci si trova nel mondo reale, nel mondo immaginario o in un ambiente intermedio creato dall'immaginazione del protagonista. In molti casi comunque non è chiaro al giocatore se il personaggio è nella realtà o nella propria immaginazione.
Il gioco è stato ripubblicato nel 2002 per essere compatibile con Windows XP.

## Trama
Il manicomio della Torre.
Durante una notte di pioggia, un uomo esce dal lavoro e sale in macchina, chiamando al cellulare sua moglie. L'avverte di una grande scoperta che ha fatto, dopo anni di ricerche. Dopo aver preso una curva con troppa velocità, l'uomo perde il controllo della macchina ed esce di strada, precipitando. Si ritrova su una branda in quello che sembra un manicomio, chiuso dentro una torre in stile medievale con altre celle piene di pazienti con problemi mentali. Vestito di una camicia e con la testa completamente bendata, egli non ha alcun ricordo di ciò che è successo. Parlando con gli altri pazienti, il protagonista trova conferma che quello è un manicomio e che è stato portato lì dal Dottor Morgan perché ha bisogno di aiuto come loro. Ma quando è scattato l'allarme, tutti se ne sono andati, lasciandolo lì. Uscendo dalle celle, il protagonista trova la statua di un maestoso angelo dalle sembianze di una donna. Riuscito a raggiungere la torretta di controllo al centro delle celle, vi trova all'interno un registratore. Il video mostra una registrazione tra lui e il Dr. Morgan, il quale afferma che egli ha rubato una macchina e che stava cercando di scappare per andare in qualche posto importante e che, a causa dell'incidente, si è rovinato la faccia, spiegando il motivo per cui è tutto bendato in volto. Ispezionando gli archivi della stanza, il protagonista trova una misteriosa chiave e una nota di un altro dottore, Cunninghan, per Morgan. Inserendo la chiave trovata nell'ufficio sul piedistallo dell'angelo, esso prende vita. Dai suoi occhi colano lacrime di sangue ed egli afferma che dei bambini stanno piangendo, la luce del paradiso si offusca e che egli pensa solo a se stesso. Il protagonista domanda cosa può fare e l'angelo, avvolgendolo con le sue ali, afferma che deve trovare la verità.
Il villaggio.
Il manicomio svanisce e il protagonista si trova con la statua dell'angelo nella piazza di un paese dove ad attenderlo vi sono due bambini con orribili deformità. 
lle domande dei bambini su come si chiami, il protagonista ha improvvisamente dei flashback di quando era bambino, ricordando quando sua madre andò in camera sua e lo chiamò per la prima volta per nome: Max. Avvertendolo che una certa Sarah era venuta a trovarlo. Esplorando il villaggio, Max lo trova fatiscente, abitato solo da un gruppetto di bambini orribilmente deformati. Misteriose ed enormi radici avvolgono le case. I bambini rivelano che quel paese si chiama Genet. Raggiunto il cimitero del paese, Max ha un ricordo di qualcuno che diceva che nel mondo molti bambini stavano morendo per circostanze ignote. I bambini dicono che tutti gli adulti sono spariti o andati via, ma c'è comunque la Madre che si occupa di loro, avvertendo però Max di stare in guardia poiché a lei non piacciono gli adulti. Continuando ad esplorare, Max nota che il fienile è l'edificio coperto da più radici, come a impedire a qualcuno di avvicinarcisi. Incontrando una bambina cieca, Maria Santiago, essa rivela che in paese tutti erano felici e si viveva alla giornata, ma poi arrivò la Madre e tutto cambiò. La Madre non tollera che i bambini parlino con gli adulti e li punisce mettendoli nell'orto delle zucche, di cui essi hanno molta paura. Maria rivela che la Madre ora sta riposando e suggerisce a Max di andare al municipio per scoprire la verità. Maria è già stata punita per questo, poiché era andata a cercare i suoi genitori, cosa che la Madre aveva proibito. Per questo Maria venne beccata dai corvi che le cavarono infine gli occhi. Andando al municipio, Max trova articoli su una misteriosa cometa che cadde nei pressi del paese colpendo il fienile. Dopo la sua caduta, le piante hanno iniziato a crescere in maniera esponenziale, spiegando il motivo per cui folte radici avvolgono il paese. Lo schianto ha anche causato una frana, bloccando la sola strada per uscire dal paese, causando anche un blackout generale, lasciando il paese senza elettricità. Max si addentra infine nell'orto delle zucche, protetto da uno spaventapasseri vivente, che però riesce infine a sconfiggere. Giunto infine al fienile, dove è presente la meteora caduta dal cielo, essa brilla di luce verde e delle radici partono da essa avvolgendo il fienile. Entrandovi, Max si trova davanti a un grottesco mostro pianta alieno dalle vaghe fattezze femminili. Essa rivela di essere la Madre e sperava che Max non riuscisse a raggiungere il fienile. È la responsabile di quello che sta accadendo al paese ed è stata lei a rendere deformi i bambini, affermando che essi hanno la "malattia della carne" e che vuole impedire loro di invecchiare e deperire, perciò li ha contaminati con le sue cellule affinché si trasformino in mostri pianeta come lei e vivano per sempre fusi con lei, quando la trasformazione sarà ultimata. La Madre odia e disprezza gli umani e fece tutto questo per salvare i bambini, affermando di avere visto l'adulto Jeddah uccidere sua moglie e poi infine anche sua figlia. La comunità del paese decise di chiudere un occhio sui suoi crimini e su quello che accadde alla bambina Carol. Ad influenzarli c'era anche il predicatore della chiesa che riuscì a manipolarli. Per quello che fecero, la Madre uccise infine tutti gli adulti. Usando un parafulmine piantato sulla cometa, collegandolo a dei fili a un generatore, Max uccide la Madre con una potente scarica elettrica. Tutte le radici aliene avvizziscono e, avvicinatosi alla strada franata, ora è aperto un passaggio dove c'è una intensa luce. Tutti i bambini del paese sono spariti e nella luce si sentono risate di bambini felici. Maria, l'unica rimasta, ringrazia Max per aver fermato la Madre. Tutti loro sono stati finalmente liberati e stanno tornando umani, e hanno proseguito nel passaggio per tornare al mondo esterno. Maria è rimasta per andare insieme a Max. Attraversando il passaggio, Max si dirige al prossimo mondo.
La Capella.
Max viene catapultato stavolta in una cappella che egli riconosce come la parte esterna del manicomio dove si è risvegliato all'inizio. Conversando con un'infermiere, questi dice a Max che l'altro giorno ha rubato la macchina di un'infermiera, perdendone il controllo e, a causa dell'incidente, la sua faccia ha subito gravi lesioni, subendo così un'amnesia. Max venne infine medicato e riportato nell'ospedale psichiatrico. Ciononostante, Max non trova affatto familiare il luogo in cui si trova. Una paziente incappucciata si rivolge a Max con l'appellativo "Dottore" e in quel momento Max ha un flashback, dove in camice bianco cammina a fianco del dottor Laughton che lo avverte di avere assunto un gruppo di ricercatori per la MERCY e lo ringrazia per aver accettato la sua offerta. Max comprende di non essere un vero paziente come gli stanno facendo credere. Incontrato il principale responsabile del cortile, il Dottor Morgan, questi dice a Max che egli ha la faccia tutta fasciata a causa dell'esplosione avvenuta con il generatore nella torre del manicomio. L'incidente fu terribile e solo Max e i pochi pazienti presenti lì con lui sono sopravvissuti. Max però sostiene che a nessuno importi dei pazienti morti. Il dottore intanto sta testando il comportamento sui pazienti tramite la musica. Accendendo la radio, Max sente la notizia che un virus chiamato DNA V sta uccidendo i bambini, causandogli terribili deformità prima che sopraggiunga il decesso dopo alcuni anni. Guardando l'acqua della fontana, Max ha un altro flashback dove si scopre che la bambina di nome Sarah era sua sorella, gravemente malata, a cui poi assistette al suo decesso improvviso.
Il Circo.
La realtà cambia di nuovo e Max ora si ritrova nel corpo di sua sorella Sarah, in quello che sembra un circo degli orrori abbandonato su un'isola. Sarah incontra il capo del circo, Antonio Baldini, che la farà entrare gratis per vedere il suo spettacolo. Incontrando un bambino senza tetto di nome Sean, egli rivela che il circo ha qualcosa di inquietante: Sean sostiene che dentro vi sia un mostro, dato che ogni notte la gente che andava al circo spariva misteriosamente. I circensi spiegano a Sarah che una grande alluvione ha spazzato via metà del circo e ora loro sono bloccati sull'isolotto. Pellegrinando per il circo, Sarah conosce una ragazza mangiatrice di fuoco di nome Jennifer Lang, e in quel momento ricorda che quello era il nome della moglie di Max. Jennifer spiega che suo marito e i suoi compagni sono stati presi dal mostro mentre cercavano di raggiungere l'altra isola. Sarah incontra un licantropo di nome Timber che infine libera, poiché affamato e vuole mangiare delle ossa. Trova una mucchia di ossa dentro un pozzo, ma Sarah nota qualcosa di strisciante che si avvicina e infine lo cattura. Entrata nella casa degli specchi, Sarah vede il riflesso di Max in uno specchio che chiede aiuto. Sarah incontra la chiaroveggente Lady Ivanne, la quale le rivela che lei non è chi crede di essere, possiede la soluzione a un grande problema ma "forze esterne" stanno cercando di fermarla e che la storia che Sarah sta vivendo appartiene a qualcuno molto più grande di lei (Max). L'unico modo per proseguire il suo viaggio è quello di attraversare l'abisso dove c'è il mostro seppia che ha catturato Timber poco prima. Armata di una torcia, Sarah si fa strada nella caverna, dove incontra infine il mostro: un essere umanoide con delle fauci nello stomaco e tentacoli che blocca la via d'uscita. Sarah riesce infine a dargli fuoco, uccidendolo. Uscita dalla grotta, Sarah si ritrova dentro la cantina di una casa. Ispezionando le stanze della casa, compaiono le sagome luminose di Max e dei genitori, dove egli spiega che da grande sarebbe diventato dottore; la famiglia però cadde in un profondo lutto quando la sorellina più piccola morì. Guidata dal fantasma di Max, Sarah va in soffitta e trova il suo giocattolo preferito. Portandolo nella sua camera dove c'è Max sdraiato sul letto, i ruoli si invertono: Max ritorna come prima e la sorella diventa la sagoma luminosa. Max aveva assistito agli ultimi istanti di Sarah senza averle potuto dare il suo peluche. Sarah afferma di averlo sempre considerato un eroe e che è felice di come voglia aiutare tutti i bambini che stanno male.
Il laboratorio
Dopo aver dato l'addio a Sarah, Max decide finalmente di guardare al futuro, liberandosi dai fantasmi del passato. Il mondo intorno a lui cambia di nuovo, e si ritrova in quello che sembra un laboratorio chiuso all'interno di un castello. Ispezionando uno studio, Max osserva il ritratto di un uomo e ricorda una conversazione avuta in passato con Jacob, che si rivela essere il figlio dell'uomo nel ritratto, e di come suo padre lo rimproverava spesso, pretendendo che fosse il migliore di tutti. 
Ascoltando la radio dell'ufficio, Max scopre che tutti i bambini che avevano assunto il vaccino HOPE per contrastare il virus sono morti, rivelatosi inefficace. Azionando un meccanismo, Max apre una stanza del laboratorio dove trova corpi umani orribilmente dissezionati. Un altro ricordo lo riporta in laboratorio, dove cerca di creare qualcosa con l'aiuto del suo insegnante. Ascoltando un nastro audio, scopre che il Dottor Morgan era ricercato dalle autorità, insospettite dagli esperimenti che conduceva in manicomio, e che aveva tentato di sbarazzarsi dei corpi dei pazienti cremandoli. Il nastro accenna anche a un paziente scomparso che avrebbe potuto rovinare tutto.
Accedendo a un laboratorio segreto, Max trova contenitori con decine di bambini neonati deformi immersi in un liquido verde. Un'ombra arriva alle sue spalle e lo tramortisce. Quando si sveglia, Max è legato a un letto e vede l'immagine sfocata del dottore che lo rimprovera per essersi avventurato in un posto dove non avrebbe dovuto, spiegando che tutto quello che fanno è necessario per salvare vite.
L'alveare
Max si risveglia all'interno di un alveare trasformatosi nel ciclope a quattro mani di un fumetto che leggeva da bambino, chiamato GrimWall. In questo mondo distorto, i bambini vengono sottoposti a orribili esperimenti dove gli vengono impiantate parti cibernetiche dagli insetti sotto gli ordini della Regina. Quelli che muoiono vengono gettati e bruciati nella fornace. Un ciclope complice, Gromma, sembra collaborare con gli insetti.
Un flashback mostra Max in compagnia di sua moglie, in una tenda nella giungla, dove il Dottor Morgan aveva trovato una cura per il DNAV, affermando che l'HOPE avrebbe rallentato la malattia e aumentato la vita dei bambini infetti. Max afferma che gli Aztechi trovarono una cura contro la peste senza l'uso dei moderni farmaci, proponendo di tornare a casa per aiutare Morgan a sviluppare più velocemente un vaccino.
Proseguendo per l'alveare, GrimWall incontra un ciclope metà insetto che rivela che Gromma è un traditore e che è stato lui a renderlo così. Il ciclope afferma che Gromma sta cercando il siero dell'immortalità attraverso orrendi esperimenti. I bambini vengono clonati e dati in pasto alla Regina mentre Gromma continua i suoi esperimenti sui ciclopi catturati per realizzare il suo vero piano, ingannando il popolo.
Con l'aiuto del compagno Gravin, GrimWall smaschera i veri piani di Gromma e lancia un attacco nucleare sul laboratorio, riuscendo infine a scappare. Un altro flashback mostra Max che ha finalmente trovato la risposta al suo esperimento.

L'obitorio e il cimitero.
Il protagonista, stavolta, si risveglia in un obitorio. Max rimane scosso da tutto ciò che gli sta accadendo, intuendo che tutto riguarda qualcosa di importante per lui. Il cadavere di una donna nell'obitorio prende vita, avvertendo Max che qualcuno sta facendo di tutto per tenerlo prigioniero nel Manicomio, impedendogli di scappare. E più si avvicina alla verità, maggiore sarà il pericolo.
Inizia un flashback dove Max ha un litigio con il suo vecchio amico Jacob, fondatore della Mercy. Jacob ha fatto chiudere il dipartimento di ricerca di Max e ha tagliato i fondi destinati alla ricerca, proprio quando mancava poco a trovare una cura. Jacob insiste che la priorità di Max dovrebbe essere lavorare sul vaccino HOPE. Max accusa Jacob di essere interessato solo ai soldi e non a salvare le persone. Jacob promette che troverà una soluzione per permettergli di continuare la sua ricerca.
Durante l'esplorazione dell'obitorio, Max libera un altro prigioniero chiuso in una cella frigorifera di nome Arthur, che rivela che il Dr. Morgan era da quelle parti. Passato il cimitero ed entrato in un laboratorio, Max incontra il Dottor Morgan. Quest'ultimo si complimenta con lui per essere riuscito a trovarlo, ma aggiunge che ormai è troppo tardi e che Max rimarrà lì con i morti. Poi, Morgan scompare dietro un portale azteco, inseguito da Max.
Il Mondo Azteco.
Max si ritrova in un mondo azteco, sotto le sembianze di un grosso idolo di pietra: Olmec, guerriero mandato dal dio protettore del villaggio. L'oracolo Teteo chiede aiuto a Olmec per salvare il suo popolo, poiché Quetzalcoatl è libero e sta estraendo il sangue della terra, e presto ucciderà tutti. I guerrieri del villaggio sono stati uccisi dalla divinità malvagia e ora sono diventati anime senza pace. Lo sciamano del villaggio si sacrifica per indebolirlo, poiché egli trae forza dalle anime di chi ha ucciso. Come ultima cosa, avverte Olmec di prendere la maschera funeraria nel labirinto sotto il villaggio.
Inizia un flashback, dove Max aveva esplorato un antico tempio azteco facendovi delle foto. Tempo dopo, alla ricerca della cura, osservando un voto del tempio ebbe un'illuminazione, riuscendo infine a trovare la soluzione. Euforico, uscì di corsa dall'ospedale, salendo in macchina, e in quel momento avvenne l'incidente.
Recuperata la maschera nei sotterranei, Olmec affronta infine Quetzalcoatl, spingendolo insieme a lui nel magma del vulcano. Max precipita, riacquistando il suo aspetto originale, ritrovandosi nel salotto di casa sua. La moglie lo accoglie, spiegando che ha battuto la testa cadendo dal camino. In quel momento compare anche sua sorella Sarah. Max, inizialmente felice di vederle, rammenta infine la verità: è caduto con l'auto da un dirupo poco prima di accorgersi che i freni non funzionavano, respingendo la moglie e la figlia, avendo capito che esse non sono reali. 
In quel momento si apre uno squarcio nel muro dove si vede Morgan che inietta una tossina nella flebo di Max, sdraiato su un letto d'ospedale, ammettendo che, anche se non era morto nell'incidente, non può permettergli di risvegliarsi. Max aveva intenzione di pubblicare la cura che aveva finalmente trovato, ma Morgan non poteva permetterlo, poiché voleva arricchirsi con un vaccino che non avrebbe funzionato e tenersi quello vero per sé.
La sfida e il ritorno alla realtà.
Max capisce infine di essere in un mondo onirico, mentre il suo corpo è sdraiato su un letto d'ospedale, e che probabilmente è stata l'iniezione di Jacob a portarlo in tutti quei mondi distorti. I nemici che gli impedivano di avanzare erano rappresentazioni dei suoi nemici reali che lo ostacolavano, e le varie identità che Max assumeva nei mondi lo portavano a perdere la sua identità originale (ciò spiega perché, nel gioco, per quante volte morisse, Max non poteva esserci un Game Over). 
I mondi visitati si sono infine fusi, e Max si trova vicino al confine dal potersi finalmente svegliare. Potendo usare tutte le trasformazioni dei mondi precedenti, Max recupera i pezzi dell'angelo sparpagliati nell'ultimo mondo, unica chiave per potersi finalmente liberare. Ricomposta la statua, essa apre un passaggio verso il mondo reale. Max si avvicina all'uscita, ma compare l'ombra demoniaca di Morgan che blocca il passaggio e non intende farlo proseguire, generando una versione oscura di Max, accusandolo di non aver fatto nulla per aiutare i bambini. La voce dell'angelo incoraggia Max a cercare la verità. 
Distruggendo delle sfere con la sua ombra, Max spezza l'ultima illusione di Morgan, ricordando infine il suo vero aspetto: un uomo con i capelli arancioni e gli occhi verdi. Furiosa, l'ombra di Morgan non intende arrendersi e cerca infine di bloccarlo. Max, in dormiveglia, riesce a staccarsi la flebo che stava per iniettargli la dose letale di veleno, che rappresentava l'ombra demoniaca di Morgan. 
Attraversato il portale, Max si è finalmente risvegliato. Nel movimento si è staccato dalla macchina che registrava le pulsazioni del cuore. Credendolo morto, la moglie e i medici accorrono nella stanza, mentre Morgan, credendo Max morto, si allontana. Max abbraccia sua moglie, finalmente sveglio.
Tempo dopo, Max ha denunciato tutto quello che è accaduto, e Morgan è stato infine arrestato e condannato. Il vaccino di Max è stato reso pubblico, dandogli un grande riconoscimento. Max e sua moglie hanno avuto un figlio, ritrovando la felicità.

## Modalità di gioco
Sanitarium è diviso in 13 livelli o "capitoli", ognuno dei quali dotato del proprio stile e atmosfera. Il giocatore in ogni capitolo deve trovare indizi, risolvere rompicapo e interagire con altri personaggi per raggiungere una sfida finale, in cui il giocatore deve raggiungere la fine di un percorso, evitando gli ostacoli. Se il giocatore non ci riesce (perché per esempio viene ucciso durante il percorso), il giocatore viene trasportato all'inizio del percorso, senza perdere i progressi fatti, dato che nel gioco non c'è possibilità di arrivare a un Game over. Quando invece il giocatore raggiunge la fine del percorso, viene mostrato un filmato e il gioco procede al capitolo successivo.
Il giocatore controlla il personaggio attraverso una visuale dall'alto e lo muove cliccando il mouse sul punto in cui vuole far giungere il personaggio. L'inventario degli oggetti che il giocatore ha raccolto può essere visualizzato cliccando sul personaggio. Con alcuni personaggi presenti nel gioco è possibile dialogare scegliendo fra alcuni argomenti proposti, che una volta affrontati sbloccano altri argomenti.